# Ilse Aigner
Ilse Aigner (Feldkirchen-Westerham, 1964. december 7. –) német politikus, 2018-tól a bajor tartományi gyűlés elnöke.

## Életpályája
1994. október 15-től 1998. szeptember 17-ig bajor tartományi gyűlés (Bayerischer Landtag) és
1998. október 26-tól 2013. szeptember 22-ig a Bundestag  képviselője volt.
2013. október 7-én újra a bajor tartományi gyűlés képviselője lett.